# David Strathairn
David Russell Strathairn (n. 26 ianuarie 1949, California, SUA) este un actor american. A fost nominalizat la Premiul Oscar pentru cel mai bun actor pentru interpretarea jurnalistului Edward R. Murrow din Noapte bună și noroc!. Mai este cunoscut pentru rolul agentului CIA Noah Vosen din filmul Ultimatumul lui Bourne, rol pe care l-a jucat și în continuarea din 2012, Moștenirea lui Bourne.

## Legături externe
- David Strathairn la Internet Movie Database
- en David Strathairn la Internet Broadway Database